# 中沢晶洞
中沢晶洞（中澤晶洞 なかざわしょうどう）とは、滋賀県大津市の田上山にある大型のペグマタイト晶洞である。発見者である中沢和雄（中澤和雄）にちなみ名付けられた。

## 概要
滋賀県田上山（別称 太神山、たのかみやま、たなかみやま）は、明治時代から、花崗岩中のペグマタイトより良質のトパーズが産出することで、世界的に知られていた。
この田上山で、1974年3月15日に中沢和雄（実名   中澤和雄）によって発見された晶洞である。
洞内からは重さ6.2kgの国内最大のトパーズの巨晶や、長さ38cmに及ぶ両錐の煙水晶等が発見された。
この晶洞は発見者にちなみ中沢（中澤）晶洞と呼ばれている。
中沢晶洞からは大型のトパーズや煙水晶、益富雲母などの雲母類、長石やジルコンの結晶が多く産出した。
後に他の鉱物採集者らに掘り進められ、発見当初は6メートル余りだったが、現在は全長10メートルに及び、晶洞としても国内最大規模の大晶洞となった。